# Kira Kyrillovna da Rússia
Kira Kirillovna da Rússia (9 de maio de 1909 - 8 de setembro de 1967) foi a segunda filha do grão-duque Cyril Vladimirovich e da sua esposa, a princesa Vitória Melita de Saxe-Coburgo-Gota. Casou-se com o príncipe Luís Fernando da Prússia.

## Revolução Russa
Kira, nome recebido em homenagem ao seu pai, nasceu em Paris quando os seus pais se encontravam exilados devido ao casamento que não tinha sido aprovado pelo czar Nicolau II. Isto aconteceu porque os pais de Cyrill e Vitória eram irmãos e a Igreja Ortodoxa Russa proíbe o casamento entre dois primos directos. Havia também o problema de a mãe dela ser divorciada do primeiro marido, Ernesto Luís de Hesse, que era irmão da imperatriz Alexandra Feodorovna. Os seus pais foram mais tarde restaurados ao favor e regressaram à Rússia.
Após a Revolução Russa de 1917, a família fugiu para a Finlândia. Kira, na altura com oito anos, recordou que a família teve autorização do governo provisório para sair do país. Foi a primeira vez que viajaram num comboio público. "Pela primeira vez não havia cortinas reais, carpetes vermelhas, confortos especiais, etc...", escreveu. Na Finlândia, a sua mãe de 40 anos deu à luz um filho, Vladimir. A família ficou na Finlândia por mais de um ano, na esperança de que o Exército Branco derrotasse os bolcheviques, permitindo o seu regresso à Rússia. "Quem me dera poder vê-la," escreveu Kira aos nove anos à sua tia, a rainha Maria da Roménia, em maio de 1918. "Aqui está bastante frio embora devesse ser Verão. O menino (o bebé Vladimir) é tão querido. Quando ele está com fome e a ama está a preparar-lhe o almoço, as lágrimas simplesmente correm pelas bochechas dele com fome." Kira falou de colher cogumelos na floresta, ir ao cinema à sexta-feira e de lições, mas também mencionou que a família estava a ficar sem açúcar. A mãe dela escreveu a parentes noutros países a implorar por comida de bebé para dar ao pequeno Vladimir.

## Vida adulta

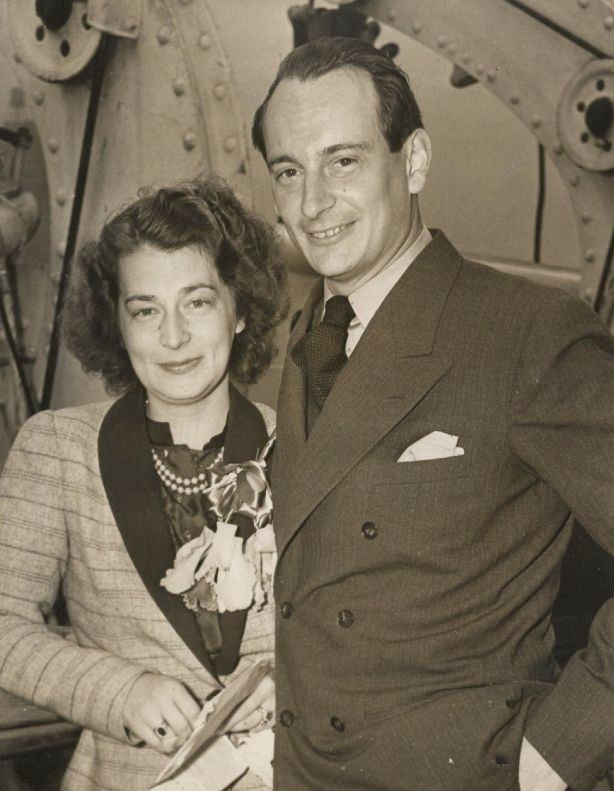
Kira com o marido Luís Fernando em 1938

A família posteriormente deixou a Finlândia para viver primeiro em Coburgo e depois em Saint-Briac-sur-Mer, na França. Kira nasceu como Princesa da Rússia, mas o seu pai mais tarde deu-lhe o título de Grã-duquesa quando se declarou a ele próprio Guardião do Trono em 1924. Kira tinha cabelo escuro, era optimista e directa e tinha um temperamento difícil. Era inteligente, curiosa, e interessada em artes como a mãe com quem trabalhava num estúdio de arte em Saint-Briac. Kira visitava frequentemente os seus primos em várias cortes reais ou frequentava festas de família no Reino Unido. Kira teve alguma dificuldade para encontrar um marido adequado. Estava interessada no hemofílico Afonso de Espanha, Príncipe das Astúrias, filho do rei Afonso XIII de Espanha, mas ficou desapontada quando o príncipe mostrou mais interesse por uma das filhas do Príncipe Nicolau da Grécia. Mais tarde, ela gostou do príncipe Constantino Soutzo, um aristocrata romeno. O seu primo, Carlos II da Roménia, recusou permitir o casamento por motivos políticos.
Kira acabou por se casar com o príncipe Luís Fernando da Prússia a 4 de maio de 1938. Luís estava a lutar secretamente contra os nazis e, nos últimos tempos da guerra, o casal foi preso no campo de concentração de Dachau de onde foram resgatados por tropas americanas em 1945. Criaram uma família de quatro filhos e três filhas numa aldeia perto de Bremen, na Alemanha. Os seus filhos foram:
- Frederico Guilherme da Prússia (n. 10 de fevereiro de 1939)
- Miguel da Prússia (22 de março de 1940 - 3 de abril de 2014)
- Maria-Cecília da Prússia (n. 28 de maio de 1942)
- Kira da Prússia (27 de junho de 1943 - 10 de janeiro de 2004])
- Luís Fernando da Prússia (25 de agosto de 1944 - 11 de julho de 1977)
- Cristiano-Sigismundo da Prússia (n. 14 de março de 1946)
- Xênia da Prússia (9 de dezembro de 1949 - 18 de janeiro de 1992)

Após a Segunda Guerra Mundial, Kira foi chamada para testemunhar no caso de Anna Anderson, a mulher que afirmava ser a grã-duquesa Anastásia Nikolaevna Romanova. Kira tinha-se encontrado brevemente com Anderson em 1952 a pedido da sua sogra, a princesa Cecília de Mecklemburgo-Schwerin, que acreditava em Anderson. Kira não ficou convencida. Achou a mulher "repelente" e "nenhuma dama" bem como incapaz de falar o inglês culto da família. Kira tinha visto Anastásia pela última vez quando tinha 7 anos de idade. O tio de Kira, o grão-duque André Vladimirovich da Rússia, tinha ficado convencido que Anderson era Anastásia, mas os seus pais nunca acreditaram nela.
Nos seus últimos anos, Kira ficou desapontada quando o seu filho mais velho, Frederico Guilherme, renunciou aos direitos ao título e se casou com uma plebeia. Prestava também pouca atenção à sua saúde, ganhando muito peso e sofrendo de pressão arterial alta aos cinquenta anos. Estava de bom humor numa visita ao seu irmão Vladimir em Saint-Briac em setembro de 1967, onde comeu bem e deitou várias colheres de açúcar no seu café, comentando, "Deus me livre de comer alguma coisa saudável."
Naquela noite sofreu um grave ataque de coração e morreu pouco depois.